# ラエティティア (小惑星)
ラエティティア (39 Laetitia) はメインベルト小惑星帯にある大きく明るめの小惑星。1856年にジャン・シャコルナクによって発見された。
名前はローマ神話の喜びの女神ラエティティア (Laetitia) に因んでいる。